# アンバー家の館
『キャッスル・アンバー』（Castle Amber）は、トム・モルドヴェイがデザインしたダンジョンズ&ドラゴンズのモジュールである。これはD&Dエキスパート・セットと共に使用するためにデザインされた2番目のモジュールであった。
1986年には『アンバー家の館』（アンバーけのやかた）というタイトルで日本語版が出版された。

## プロット概要
プレイヤーキャラクターは、アンバー一族の呪われた大邸宅を探索し、例えばブレインコレクターのような新たなモンスターと遭遇する。
プレイヤーキャラクターがグラントリに向かう途上の夜、彼らは通過不能の致命的な霧に囲まれた大きな城に不意に引き込まれる。これは魔道師貴族のステファン・アンバー（エティエンヌ・ダンブルビル）が、彼を殺した裏切りの親族達にかけた呪いによって生じた事態である。
アンバー城（あるいはシャトー・ダンブルビル）から脱出する唯一の方法は城を探索し、イカレているか時には発狂しているダンブルビル一族と他の（しばしば敵対的な）住人達を耐え抜き、アヴェロワーニュ世界の荒野への隠された入口を開かねばならない。その地でパーティは、呪いを破って故郷に戻るために、ステファン・アンバーが眠る次元間の墓所にたどり着くための手段を見いだすことができる。
アヴェロワーニュでは、魔法はいかがわしいものとされており、呪文の使い手は異端審問にかけられる危険性がある。

## 出版履歴
Castle Amberは、D&Dエキスパート・セットと共に使用するためにデザインされた2番目のモジュールであった。これはトム・モルドヴェイにデザインされ、1981年に32ページの小冊子と外装カバー（カバーアートはエロル・オータス）で出版された。
Castle Amber（シャトー・ダンブルビル）は、クラーク・アシュトン・スミスのアヴェロワーニュに関する物語群から着想を得ており、これは繊細な文学翻案の成功例の1つとなっている。このモジュールの主要NPCである、アンバー一族（オプションとして、フランス語ではアンブルビル）は、実際にはスミスの物語には存在せず、アヴェロワーニュとの結び付きを演出するためにデザイナーによって創り出された。選択された参考文献が、モジュールの最後に掲載されている。モジュールは奇妙な灰色の霧に囲まれた城で行われる、低～中レベルシナリオである。
このモジュールはデイヴ・クック、アレン・ハンマック、ハロルド・ジョンソン、トム・モルドヴェイ、ジョン・ピケンズらによって作成され、ハロルド・ジョンソン、エドワード・ソレルス、スティーブ・ウィンターらによって編集された。アートワークはジム・ホロウェイ、ハリー・クイン、ジム・ロスロフ、スティーブン・D・サリヴァン、エロル・オータスらが担当した。モジュールのクレジットには｢霊感の源泉としてアヴェロワーニュ物語を使用したことに対して｣、クラーク・アシュトン・スミスとCasiana Literary Enterprises社に謝辞が述べられている。
クリーチャーの多くも、ラブクラフト的な雰囲気を持っていた。
1986年8月、株式会社新和が日本語版を出版した。
Mark of AmberはオリジナルのCastle Amberの続編/再製作版であった。これは1995年にボックスセットとして発売され、オーディオCD、ポスター型地図、プレイヤーハンドアウトが収録されていた。短命に終わったマスターズシリーズの1つであった。城はシャトー・シレールに改名された。

## 評判
Castle Amberは、2004年にダンジョン誌の｢greatest Dungeons & Dragons adventure of all time｣で15位にランクされた。また同年のドラゴン誌に愛情を込めて懐かしむ記事が掲載された。
ホワイトドワーフ誌35号に掲載された、より初期の論評において、論評者ジム・バンブラはCastle Amberに10段階評価で6を与えた。バンブラはこの冒険を｢D&Dをでたらめ状態に後退させる試み｣とみた。バンブラはCastle Amberを混沌とした冒険とみなし、購入は勧めず、｢大幅に幸運に依存しており、手腕を生かす余地はなく、折にふれて致命的である｣と強調した。